# Vallensbæk (plaats)
Vallensbæk is een plaats in de Deense regio Hoofdstad (Hovedstaden) en telt 13.477 inwoners (2010).
Vallensbæk is een voorstad in de gelijknamige gemeente aan de Køge Bugt 16 kilometer ten zuidwesten van het centrum van Kopenhagen. Het heeft een treinstation aan de S-toglijn A van Køge naar Farum, waarmee Vallensbæk direct bereikbaar is vanaf Københavns Hovedbanegård.
De stad grenst aan Ishøj in het westen en Brøndby strand in het oosten. In het noorden ligt de Køge Bugt-snelweg. De kerk van Vallensbæk dateert uit de middeleeuwen.
Solrød Strand · Karlslunde · Greve · Hundige · Ishøj · Vallensbæk · Brøndby Strand · Avedøre · Friheden · Åmarken · Ny Ellebjerg · Sjælør · Sydhavn · Dybbølsbro · København H · Vesterport · Nørreport · Østerport · Nordhavn · Svanemøllen  · Hellerup · Jægersborg · Lyngby · Holte · Birkerød ·  Høvelte · Allerød · Hillerød